# بخش روفنسکی، استان بلگورود
بخش روفنسکی (به لاتین: Rovensky District) یک منطقهٔ مسکونی در روسیه است که در استان بیلگاراد واقع شده‌است.